# Сент Китс и Невис на Светском првенству у атлетици у дворани 2016.
Сент Китс и Невис је учествовао на 16. Светском првенству у атлетици у дворани 2016. одржаном у Портланду од 17. до 20. марта. Репрезентацију Сент Китса и Невиса на њеном осмом учествовању на светским првенствима у дворани представљало је двоје атлетичара који су се такмичили у трци на 60 метара.,
На овом првенству такмичари Сент Китс и Невиса нису освојили ниједну медаљу нити су остварили неки резултат. У табели успешности према броју и пласману такмичара који су учествовали у финалним такмичењима (првих 8 такмичара) Сент Китс и Невис је са 1 учесником у финалу делило 51. место са 1 бодом.
| Плас. | Земља             | 1. место | 2. место | 3. место | 4. место | 5. место | 6. место | 7. место | 8. место | Бр. финал. | Бод. |
| ----- | ----------------- | -------- | -------- | -------- | -------- | -------- | -------- | -------- | -------- | ---------- | ---- |
| =51.  | Сент Китс и Невис | 0        | 0        | 0        | 0        | 0        | 0        | 0        | 1        | 1          | 1    |

## Учесници
Мушкарци:
- Ким Колинс — 60 м
- Антоан Адамс — 60 м

## Резултати

### Мушкарци
| Атлетичар    | Дисциплина | Лични рекорд | Квалификације | Квалификације | Полуфинале | Полуфинале | Финале                | Финале       | Детаљи |
| Атлетичар    | Дисциплина | Лични рекорд | Резултат      | Место         | Резултат   | Место      | Резултат              | Место        | Детаљи |
| ------------ | ---------- | ------------ | ------------- | ------------- | ---------- | ---------- | --------------------- | ------------ | ------ |
| Ким Колинс   | 60 м       | 6,47         | 6,56 КВ       | 1. у гр. 1    | 6,49 КВ    | 1. у гр. 2 | 6,56                  | 8 / 53 (56)  |        |
| Антоан Адамс | 60 м       | 6,58         | 6,65 кв       | 4. у гр. 7    | 6,66       | 4. у гр. 1 | Нису се квалификовали | 16 / 53 (56) |        |